# Anton Grafwallner
Anton Grafwallner ist ein ehemaliger deutscher Fußballspieler, der für den FC Bayern München aktiv war.

## Karriere
Grafwallner kam in der Saison 1949/50 in drei Punktspielen für den FC Bayern München in der Oberliga Süd, der seinerzeit höchsten deutschen Spielklasse, als Torhüter zum Einsatz. Sein Debüt gab er am 5. Februar 1950 (20. Spieltag) beim 2:0-Sieg im Heimspiel gegen den VfB Mühlburg. Am 12. Februar 1950 (21. Spieltag) verlor er mit seiner Mannschaft mit 0:3 beim VfR Mannheim. Sein letztes Oberligaspiel bestritt er am 26. Februar 1950 (23. Spieltag) bei der 3:4-Niederlage im Heimspiel gegen den BC Augsburg.